# Qmake
qmake是一個協助簡化跨平台進行專案開發的構建過程的工具程式，Qt附帶的工具之一 。qmake能夠自动生成Makefile、Microsoft Visual Studio 專案檔 和 xcode 專案檔。不管原始碼是否是用Qt寫的，都能使用qmake，因此qmake能用於很多軟體的構建過程。
手寫Makefile是比較困難而且容易出錯，尤其在進行跨平台開發時必須針對不同平台分別撰寫Makefile，會增加跨平台開發複雜性與困難度。qmake會根據專案檔（.pro）里面的信息自動生成適合平台的 Makefile。开发者能夠自行撰寫專案檔或是由qmake本身產生。qmake包含額外的功能来方便 Qt 开发，如自动的包含moc 和 uic 的编译规则。

## 外部連結
- qmake手冊
- qmake手册（初级部分） （简体中文）